# Abejar
Abejar település Spanyolországban, Soria tartományban. Abejar Cabrejas del Pinar, Soria, Cidones, Villaciervos és Calatañazor községekkel határos. Lakosainak száma 386 fő (2024).

## Népesség
A település népessége az elmúlt években az alábbi módon változott:
| Lakosok száma | 370  | 399  | 405  | 383  | 367  | 346  | 318  | 297  | 273  | 386  |
|               | 2001 | 2004 | 2007 | 2009 | 2012 | 2014 | 2017 | 2019 | 2022 | 2024 |